# 长白山龙胆
长白山龙胆（学名：Gentiana jamesii）是龙胆科龙胆属的植物。分布在朝鲜、日本以及中国大陆的辽宁、吉林等地，生长于海拔1,100米至2,450米的地区，常生长在山坡草地、路旁以及岩石上，目前尚未由人工引种栽培。

## 别名
白山龙胆（东北植物检索表）